# Antocha (Antocha) arjuna
Antocha (Antocha) arjuna is een tweevleugelige uit de familie steltmuggen (Limoniidae). De soort komt voor in het Oriëntaals gebied.